# Волочко Ганна Михайлівна
Ганна Михайлівна Волочко (біл. Ганна Міхайлаўна Валочка; нар. 18 жовтня 1960, Колбча, Кличівський район, Могилевська область) — білоруський вчений-методист, завідувач лабораторії гуманітарної освіти НМУ «Національний інститут освіти» Міністерства освіти Республіки Білорусь, доктор педагогічних наук.

## Навчання
Після закінчення Мінського державного педагогічного інституту ім. М. Горького працювала вчителем білоруської мови та літератури спочатку в середній школі № 2 міста Заславля, а потім у середній школі № 151 міста Мінська.
У жовтні 1986 року закінчила аспірантуру Київського державного педагогічного інституту ім. М. Горького. А в листопаді цього ж року була прийнята на посаду молодшого наукового співробітника відділу методики навчання білоруської мови НДІ педагогіки Міністерства освіти Білоруської РСР. Після захисту в 1990 році кандидатської дисертації переведена на посаду старшого наукового співробітника.

## Трудова діяльність
З 1993 р. Ганна Волочко — завідувачка лабораторії проблем викладання мов. З 2002 по 2006 роки вона провідний науковий співробітник лабораторії теорії та методики навчання білоруської мови і літератури.
У 2006 році переведена на посаду завідувачки лабораторії мовної освіти.
З грудня 2009 року очолює лабораторію гуманітарної освіти науково-дослідного центру Національного інституту освіти.

## Наукова діяльність
У 1990 році захистила кандидатську дисертацію на тему «Дієслівні словосполучення у творах сучасних білоруських письменників» під керівництвом Ф. М. Янковського.
У 2005 році видала монографію «Тэарэтыка-метадычныя аснови развіцця звязнага маўлення вучняў на ўроках беларускай мовы: 5-10 класи»
У 2008 році захистила докторську дисертацію на тему «Лінгвометодична система розвитку зв'язного мовлення школярів під час навчання білоруської мови» під керівництвом Л. А. Муриної.
Г.Волочко підготувала двох кандидатів наук

### Наукові інтереси
Займається науково-методичним забезпеченням процесу навчання білоруської мови в закладах загальної середньої освіти Республіки Білорусь. Під її керівництвом розроблено концепцію навчального предмету «Білоруська мова», освітній стандарт і навчальні програми з білоруської мови для 5-11-х класів, норми оцінки результатів навчальної діяльності учнів з білоруської мови, електронні освітні ресурси.
Брала участь у підготовці нової редакції «Правил білоруської орфографії і пунктуації» та розроблення проекту Закону Республіки Білорусь «Про правила білоруської орфографії і пунктуації», підписаного Президентом Республіки Білорусь 23 червня 2008 року.
Є членом редакційної колегії журналів «Беларуская мова і літаратура», «Веснік адукацыі», а також членом секції білоруської мови і літератури Науково-методичної ради при Міністерстві освіти Республіки Білорусь.
Читає лекції в установах додаткової освіти, входить до складу журі конкурсу професійної майстерності «Учитель року Республіки Білорусь», є головою журі Республіканського конкурсу дослідницьких робіт учнів з навчальних предметів «Білоруська мова» та «Білоруська література».
Вона автор і співавтор понад 200 наукових і науково-методичних публікацій, навчальних посібників, а також навчальних програм для установ загальної середньої освіти.

### Вибрані праці
- Валочка, Г. М. Вывучаем беларускі правапіс: вучэб. праграма факультатыўных заняткаў для V—IX класаў агульнаадукацыйных устаноў з беларус. і рус. мовамі навучання / Г. М. Валочка, В. У. Зелянко // Роднае слова. — 2010. — № 7. — С. 15-17; Веснік адукацыі. — 2010. — № 8. — С. 57-60.
- Валочка, Г. М. Практыкум па арфаграфіі беларускай мовы: вучэб. праграма факультатыўных заняткаў для Х-XI класаў агульнаадукацыйных устаноў з беларус. і рус. мовамі навучання / Г. М. Валочка, В. У. Зелянко // Роднае слова. — 2010. — № 7. — С. 17-20.
- Валочка, Г. М. Навукова-даследчая работа навучэнцаў: метадычныя рэкамендацыі па напісанні і афармленні / Г. М. Валочка, В. У. Зелянко // Беларус. мова і літаратура. — 2013. — № 11. — С. 3-8.
- Валочка, Г. М. Мэтавыя арыенціры і структурна-зместавыя асаблівасці навучання беларускай мове ва ўстановах агульнай сярэдняй адукацыі ў 2015/2016 навучальным годзе / Г. М. Валочка, В. У. Зелянко // Беларус. мова і літаратура. — 2015. — № 8. — С. 13-17.
- Валочка, Г. М. Развіццё лінгвакультуралагічнай кампетэнцыі вучняў на факультатыўных занятках па беларускай арфаграфіі / Г. М. Валочка, В. У. Зелянко // Педагогическая наука и образование. — 2013. — № 2 (3). — С. 72 — 75.
- Валочка, Г. М. Змест варыятыўнага кампанента агульнай сярэдняй адукацыі па беларускай мове / Г. М. Валочка, В. У. Зелянко // Образование и педагогическая наука: тр. Нац. ин-та образования. Сер. 1, Гуманитарное образование / Нац. ин-т образования. — Минск, 2007. — Вып. 1 : Концепции и модели. — С. 134—138.
- Валочка, Г. М. Культуралагічны патэнцыял біблейскіх тэкстаў і моўных адзінак: водзыў на кнігу ксяндза У. Завальнюка «Родная мова ў духоўным жыцці Беларусі» (2008) і пераклад Евангелля на беларускую мову (2007, другое выданне) / Г. М. Валочка, В. У. Зелянко // Святое Евангелле і праблемы перакладу на беларускую мову: матэрыялы навук.-практ. канф. па абмеркаванні перакладу Святога Евангелля на сучасную беларускую літаратурную мову, Мінск, 13 снежня 2008 г. / Рымска-Каталіцкая парафія Святога Сымона і Святой Алены; пад рэд. У. Завальнюка, М. Прыгодзіча. — Мінск, 2010. — С. 87-93; 2011. — С. 85-90.
- Валочка, Г. М. Рэалізацыя лінгвакультуралагічнага падыходу пры навучанні марфалогіі беларускай мовы з выкарыстаннем электронных адукацыйных рэсурсаў / Г. М. Валочка, В. У. Зелянко // Нацыянальна-культурны кампанент у дыялектнай і літаратурнай мове: матэрыялы рэсп. навук.-практ. канф., Брэст, 18-19 кастр. 2012 г. / Брэсц. дзярж. ун-т імя А. С. Пушкіна; рэдкал.: М. І. Новік [і інш.]. — Брэст, 2013. — С. 27-30.
- Беларуская мова: вучэб. дапаможнік для 10-га класа агульнаадукацыйных устаноў з беларус. і рус. мовамі навучання / Г. М. Валочка, Л. С. Васюковіч, В. У. Зелянко, У. П. Саўко. — Мінск: Нац. ін-т адукацыі, 2009. — 256 с.
- Валочка, Г. М. Беларуская мова. 5-9 класы. Вывучаем беларускі правапіс: дапам. для вучняў устаноў агул. сярэд. адукацыі з беларус. і рус. мовамі навучання / Г. М. Валочка, В. У. Зелянко. — Мінск: НІА; Аверсэв, 2010. — 127 с.; 2011. — 127 с.; 2012. — 127 с.
- Валочка, Г. М. Беларуская мова. 10-11 класы. Практыкум па арфаграфіі і пунктуацыі: дапам. для вучняў агульнаадукац. устаноў з беларус. і рус. мовамі навучання / Г. М. Валочка, В. У. Зелянко, І. Л. Бурак. — Мінск: НІА; Аверсэв, 2010. — 188 с.; 2012. — 188 с.
- Валочка, Г. М. Вывучаем беларускі правапіс. 5-9 кл. : вучэб.-метад. комплекс / Г. М. Валочка, В. У. Зелянко. — Мінск: Нац. ін-т адукацыі, 2010. — 176 с.
- Валочка, Г. М. Практыкум па арфаграфіі і пунктуацыі беларускай мовы. 10-11 класы: вучэб.-метад. комплекс / Г. М. Валочка, В. У. Зелянко, І. Л. Бурак. — Мінск: Нац. ін-т адукацыі, 2010. — 286 с.
- Зборнік экзаменацыйных матэрыялаў па беларускай мове для агульнаадукацыйных устаноў (узровень агульнай сярэдняй адукацыі): тэксты для пераказаў / склад.: Г. М. Валочка, Л. С. Васюковіч, А. А. Лукашанец, В. У. Зелянко, С. Р. Рачэўскі. — Мінск: НІА; Аверсэв, 2011. — 476 с.
- Беларуская мова ў 10 класе: вучэб.-метад. дапам. для настаўнікаў устаноў агул. сярэд. адукацыі з беларус. і рус. мовамі навучання / Г. М. Валочка, Л. С. Васюковіч, Н. П. Даўбешка, В. У. Зелянко, У. П. Саўко. — Мінск: Нац. ін-т адукацыі, 2011. — 192 с.; Мазыр: Белы Вецер, 2014. — 191 с.
- Зборнік матэрыялаў для выпускнога экзамену па вучэбным прадмеце «Беларуская мова» за перыяд навучання і выхавання на ІІІ ступені агульнай сярэдняй адукацыі: тэксты для пераказаў / склад.: Г. М. Валочка, Л. С. Васюковіч, А. А. Лукашанец, В. У. Зелянко, С. Р. Рачэўскі. — Мінск: НІА ; Аверсэв, 2012. — 476 с.; 2013. — 540 с.; 2014. — 540 с.
- Беларуская мова: навучальныя і кантрольныя дыктанты : 5-9 класы: дапам. для настаўнікаў устаноў агул. сярэд. адукацыі з беларус. і рус. мовамі навучання / Г. М. Валочка, Л. М. Гамеза, І. У. Булаўкіна, В. У. Зелянко, І. М. Саматыя, С. С. Міхнёнак, С. М. Якуба. — Мінск: Аверсэв, 2012. — 224 с.; 2014. — 224 с.; 2015. — 224 с.
- Беларуская мова: навучальныя і кантрольныя пераказы : 5-9 класы: дапам. для настаўнікаў устаноў агул. сярэд. адукацыі з беларус. і рус. мовамі навучання / Г. М. Валочка, Л. С. Васюковіч, В. У. Зелянко, І. М. Саматыя, С. С. Міхнёнак, С. М. Якуба. — Мінск: Аверсэв, 2012. — 219 с.
- Валочка, Г. М. Беларуская мова: тэставыя работы : 8-11 класы: дапам. для настаўнікаў устаноў агул. сярэд. адукацыі з беларус. і рус. мовамі навучання / Г. М. Валочка, В. У. Зелянко. — Мінск: Аверсэв, 2012. — 158 с.; 2013. — 158 с.
- Беларуская мова: навучальныя і кантрольныя дыктанты і пераказы : 10-11 класы: дапам. для настаўнікаў устаноў агул. сярэд. адукацыі з беларус. і рус. мовамі навучання / Г. М. Валочка, В. У. Зелянко, А. А. Радзевіч, С. М. Якуба. — Мінск: Аверсэв, 2012. — 221 с.; 2014. — 221 с.

## Нагороди
- Почесна грамота НМУ «Національний інститут освіти» Міністерства освіти Республіки Білорусь (2007),
- Грамота Міністерства освіти Республіки Білорусь (2008),
- Почесна грамота НМУ «Національний інститут освіти» Міністерства освіти Республіки Білорусь (2012).
- Нагрудний знак «Відмінник освіти» Республіки Білорусь (2010).